# Veikko Karvonen
Veikko Leo Karvonen (Sakkola, 5 gennaio 1926 – Turku, 1º agosto 2007) è stato un maratoneta finlandese, medaglia di bronzo ai Giochi olimpici di Melbourne 1956.

## Biografia
Nel 1954 era divenuto campione europeo, sempre nella maratona, impresa che gli aveva valso il titolo di sportivo finlandese dell'anno, come già era avvenuto nei 3 anni precedenti.
Nel suo palmarès ci sono anche la maratona di Enschede 1951 e la maratona di Fukuoka 1955.

## Palmarès
| Anno | Manifestazione  | Sede      | Evento   | Risultato | Prestazione | Note                  |
| ---- | --------------- | --------- | -------- | --------- | ----------- | --------------------- |
| 1950 | Europei         | Bruxelles | Maratona | Argento   | 2h32'45"    |                       |
| 1952 | Giochi olimpici | Helsinki  | Maratona | 5º        | 2h26'41"8   |                       |
| 1954 | Europei         | Berna     | Maratona | Oro       | 2h24'51"6   | Record dei campionati |
| 1956 | Giochi olimpici | Melbourne | Maratona | Bronzo    | 2h27'47"    |                       |

## Altre competizioni internazionali
1951
- Oro alla Maratona di Enschede ( Enschede) - 2h29'02"
- Oro alla Maratona di Tampere ( Tampere) - 2h28'07"
- Oro alla Maratona di Hameenlinna ( Hämeenlinna) - 2h28'46"

1952
- 6º alla Maratona di Helsinki ( Helsinki) - 2h32'14"
- Oro alla Maratona di Turku ( Turku) - 2h25'19"

1953
- Argento alla Maratona di Boston ( Boston) - 2h19'19"
- Argento alla Maratona di Turku ( Turku) - 2h25'47"
- Oro alla Maratona di Oslo ( Oslo) - 2h30'13"
- Argento alla Maratona di Vihtavuori ( Vihtavuori) - 2h29'32"

1954
- Oro alla Maratona di Boston ( Boston) - 2h20'39"
- Argento alla Maratona di Fukuoka ( Fukuoka) - 2h26'10"
- Oro alla Maratona di Turku ( Turku) - 2h26'41"
- Oro alla Maratona di Rautjarvi ( Rautjärvi) - 2h28'36"

1955
- Oro alla Maratona di Fukuoka ( Fukuoka) - 2h23'16"
- Oro alla Maratona di Copenaghen ( Copenaghen) - 2h21'21"
- Oro alla Maratona di Atene ( Atene) - 2h27'30"
- Argento alla Maratona di Rauma ( Rauma) - 2h30'44"

1956
- Bronzo alla Maratona di Pieksamaki ( Pieksämäki) - 2h18'56"
- Bronzo alla Maratona di Amburgo ( Amburgo) - 2h23'15"
- Oro alla 25 km di Mikkeli ( Mikkeli) - 1h19'38"

1957
- Argento alla Maratona di Boston ( Boston) - 2h23'54"
- 6º alla Maratona di Turku ( Turku) - 2h29'54"

1958
- Oro alla Maratona di Turku ( Turku) - 2h24'35"
- 4º alla Maratona di Hameenlinna ( Hämeenlinna) - 2h34'09"

1959
- 4º alla Maratona di Boston ( Boston) - 2h24'37"